# Mohamad Al-Modiahki
Mohamad Ahmed Al-Modiahki (Qatar, 1 de juny de 1974) és un jugador d'escacs que té el títol de Gran Mestre des de 1998. Fou el primer jugador de Qatar a assolir el títol de GM, i és el millor jugador del país. Fou premiat amb el trofeu de Jugador del segle dels països àrabs. El 2001 es va casar amb la Gran Mestre Femení (WGM) Zhu Chen, qui també juga actualment per Qatar.
A la llista d'Elo de la FIDE del gener de 2016, hi tenia un Elo de 2550 punts, cosa que en feia el jugador número 1 (en actiu) de Qatar. El seu màxim Elo va ser de 2588 punts, a la llista d'octubre de 2003 (posició 142 al rànquing mundial).

## Resultats destacats en competició
Al-Modiahki ha guanyat el Campionat Àrab en quatre ocasions: 1994, 1997, 2000 i 2002 (empatat amb Hichem Hamdouchi). D'altres victòries destacades foren l'obert d'Agadir, l'Obert del Marroc, l'Obert d'Andorra (1999), l'Obert de Tunis (1997) i el primer lloc ex aequo al Goodricke Open de l'Índia (1995) i a l'Obert de Benasque (1997).
Ha participat quatre cops a les fases eliminatòries dels Campionats del món de la FIDE a Las Vegas (1999), Nova Delhi (2000), Moscou (2001) i Líbia 2004. Fou el nominat per la ciutat de Doha, per participar en el FIDE Grand Prix 2008–2010 dins el cicle pel Campionat del món, i jugà el Torneig de Sotxi, però fou posteriorment exclòs del Grand Prix per l'organització, quan Doha es va retirar com a seu.

### Participació en olimpíades d'escacs
Ha participat en nou Olimpíades d'escacs, els anys 1988, 1990, 1992, 1994, 1996, 1998, 2000, 2002 i 2006 amb una puntuació global de (+60, =28, -21). a la XXXII Olimpíada, el 1996, hi va guanyar una medalla d'argent individual per la seva actuació al primer tauler, puntuant-hi 8/10. Va repetir aquesta actuació a la XXXIII Olimpíada el 1998, aquest cop amb 7½/8. El 1994 i el 2002, va obtenir una medalla de bronze individual.